# Janvier 1880

## Événements
- 1er janvier :
  - Début de la réalisation du canal de Panama (fin en 1887).
  - Suisse : entrée en vigueur de la loi fédérale concernant les traitements des fonctionnaires de la Chancellerie du Tribunal fédéral.

- 3 janvier : parution en Inde de l’hebdomadaire Illustrated Weekly, qui deviendra l’édition hebdomadaire du Times of India.

- 30 janvier, Rugby : l’Angleterre bat l’Irlande à Dublin.

## Naissances
- 2 janvier : Rafael González Madrid dit « Machaquito » matador espagnol († 1er novembre 1955).
- 4 janvier : Jacques Dyssord (1880-1952), poète et écrivain français.
- 10 janvier : Frans Van Cauwelaert, professeur de psychologie et homme politique belge († 17 mai 1961).
- 14 janvier : Pierre Gerlier, cardinal français, archevêque de Lyon († 17 janvier 1965).
- 17 janvier : Mack Sennett, acteur, réalisateur et producteur canadien.
- 18 janvier : Richard Squires, Premier ministre de Terre-Neuve.
- 26 janvier : Douglas MacArthur, général américain († 5 avril 1964).
- 29 janvier : William Claude Dukenfield, dit W. C. Fields, humoriste de vaudeville et acteur américain.

## Décès
- 2 janvier : Bronisław Zaleski, écrivain, peintre et journaliste polonais.
- 8 janvier : Joshua Norton, « Empereur Norton I ».
- 14 janvier *
  - Décès à Berne, à l’âge de 75 ans, du médecin et homme politique Johann Rudolf Schneider, promoteur de la première Correction des eaux du Jura.
  - Décès à Aarau, à l’âge de 59 ans, de l’ingénieur et homme politique Carl Feer.
- 16 janvier : Auguste Galimard, peintre, lithographe, créateur de vitraux et critique d'art français (° 25 mars 1813).
- 30 janvier : Paul Devaux, homme politique belge (° 10 avril 1801).